# 羅裕

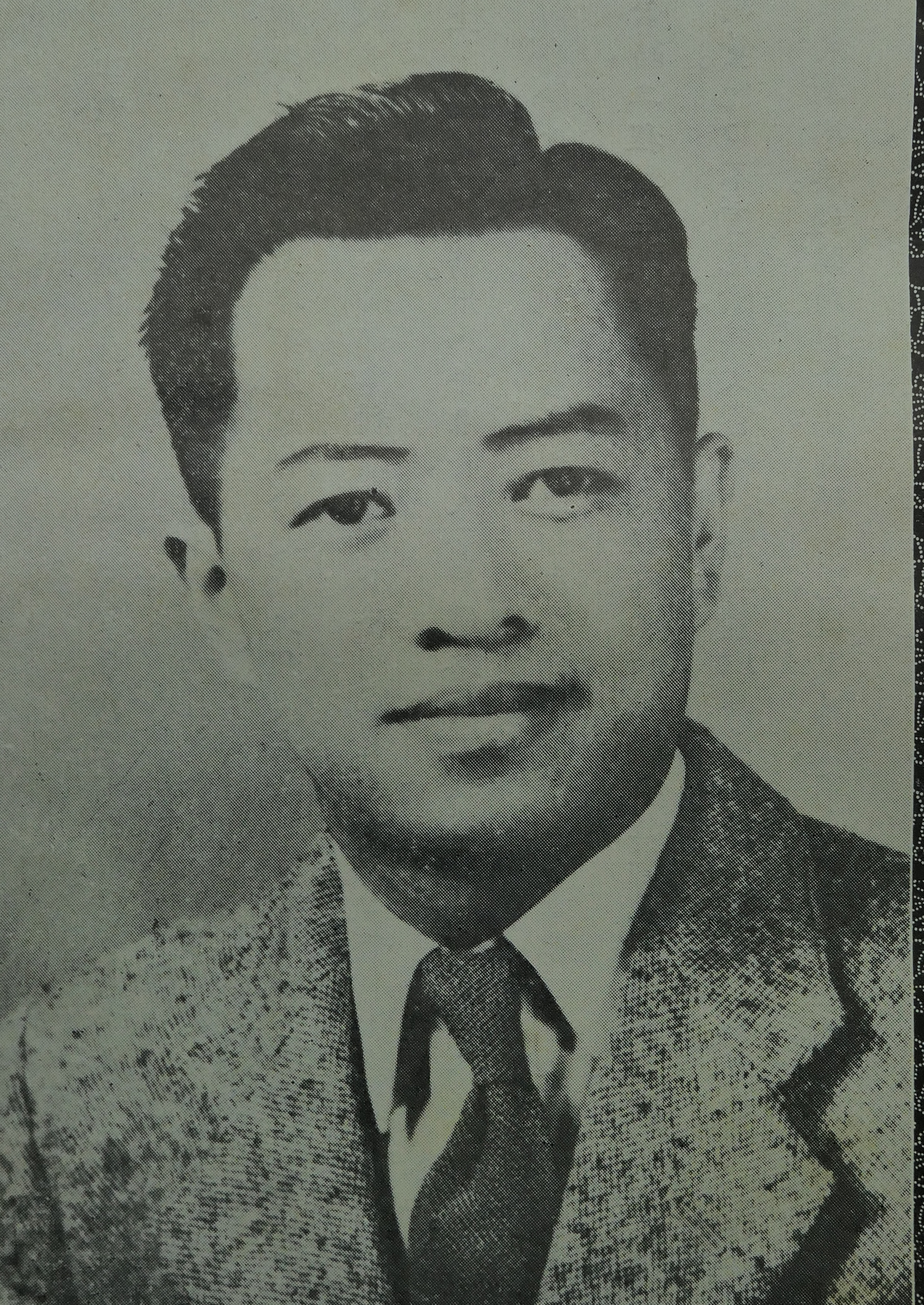
羅裕

羅裕（1925年9月11日—1957年6月21日），中華民國湖南長沙人，北平出生。是交通大學土木工程系畢業的工程師，曾任職於上海公用局、臺灣鐵路局工程總隊、臺灣省公路局四季工程處。1957年在參與台7線崙埤仔路段工程時意外因公殉職，之後在台7線上設有「故工程師羅裕同志紀念碑」及以他命名的「羅裕橋」。

## 生平

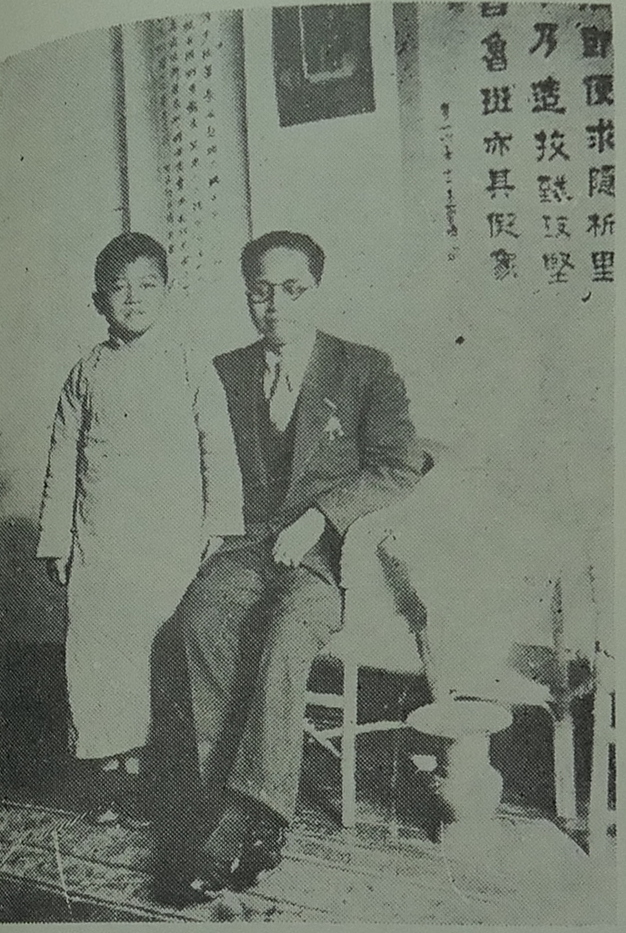
羅裕8歲時與父親羅敦偉合照

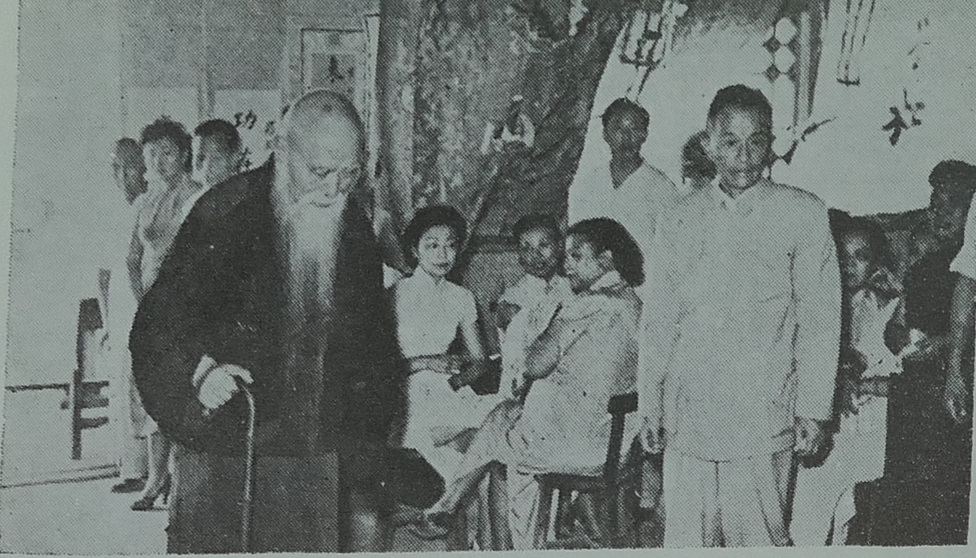
于右任親臨羅裕弔祭

羅裕於1925年9月11日出生於北平，父親是經濟學家羅敦偉，母親是何覺余。據羅敦偉的說法，羅裕小時候相當調皮，直到小學三年級時突然開竅，有良好表現。初中時，曾發明結合鋼筆、墨水瓶、毛筆、墨盒、印章、印泥盒的「輕便六用筆」，獲經濟部專利證書。
自清木關高中畢業後，進入北碚藝術師範學校就讀。後來據說因閱讀蔣介石《中國之命運》一書，決定投身工程界，而後考取上海的交通大學土木工程系。1948年畢業後，於上海公用局任職，參與滬西自來水工程。
1949年，羅裕隨家人前往臺灣，進入臺灣鐵路局工程總隊工作，參與內灣支線、臺北復興橋、高雄前鎮橋、苗栗等處的橋梁工程。1956年，羅裕被借調到臺灣省公路局四季工程處，加入北部橫貫公路興建前期工程規劃。但在1957年6月21日夜裡，羅裕因公要渡溪時，行經的竹製便橋因風大搖晃，導致羅裕失足墜落而逝世。
羅裕去世後，當時的臺灣省公路局局長譚嶽泉特令組織治喪委員會，於1957年6月24日舉行公祭。而在公祭後，羅裕的骨灰被供奉在中和的圓通禪寺靈骨塔。